# Barilium
Barilium – rodzaj ornitopoda z grupy iguanodontów (Iguanodontia) żyjącego we wczesnej kredzie na obecnych terenach Europy. Gatunkiem typowym jest B. dawsoni, opisany w 1888 roku przez Richarda Lydekkera na podstawie dwóch niekompletnych szkieletów odkrytych w osadach grupy Wealden w hrabstwie East Sussex w Wielkiej Brytanii. Zostały one zebrane przez C. Dawsona, którego honoruje nazwa gatunkowa. Początkowo Lydekker zaliczył ten gatunek do rodzaju Iguanodon, jednak zostało to zakwestionowane przez późniejszych autorów, m.in. Paula oraz Naisha i Martilla, według których I. dawsoni nie jest blisko spokrewniony z Iguanodon bernissartensis, będącym gatunkiem typowym rodzaju, a tym samym nienależący do tego samego rodzaju. Paul uznał I. dawsoni za Ornithopoda incertae sedis, stwierdzając, że status tego gatunku nie jest w pełni jasny. W 2010 roku David B. Norman ukuł dla niego nową nazwę rodzajową Barilium.
Wiek osadów, z których wydobyto szczątki Barilium, ocenia się na walanżyn, około 141–137 mln lat. Odkryto tam również skamieniałości iguanodonta Hypselospinus fittoni, dawniej także zaliczanego do rodzaju Iguanodon.
Carpenter i Ishida (2010) nazwali nowy rodzaj Torilion, którego gatunkiem typowym uczynili Iguanodon dawsoni. Ponieważ Barilium i Torilion mają ten sam gatunek typowy, Torilion jest młodszym synonimem Barilium. Dodatkowo B. dawsoni może być starszym synonimem gatunków Sellacoxa pauli i Kukufeldia tilgatensis. Według McDonalda (2012) obecnie nie ma jednak przesłanek do synonimizacji Kukufeldia z Barilium, ponieważ kombinacja cech obecna u tych dwóch taksonów występuje również u innych bazalnych iguanodontów. Przeprowadzona przez niego analiza kladystyczna sugeruje, że Barilium jest taksonem siostrzanym dla kladu Hadrosauriformes.